# Mayke
Mayke Rocha de Oliveira, plus connu sous le nom de Mayke, est un footballeur brésilien né le 10 novembre 1992 à Carangola. Il évolue au poste d'arrière droit avec le club de Santos FC.

## Biographie
Avec le club de Palmeiras, il dispute les demi-finales de la Copa Libertadores en 2018, face à l'équipe argentine de Boca Juniors.
En février 2021, il participe à la Coupe du monde des clubs qui se déroule au Qatar. Il joue deux matchs lors de cette compétition.

## Palmarès

### En club
| Cruzeiro EC - Championnat du Brésil (2) : - Champion : 2013 et 2014. - Championnat du Minas Gerais (1) : - Champion : 2014. |  | Palmeiras \| - Championnat du Brésil (1) : - Champion : 2018. - Coupe du Brésil (1) : - Vainqueur : 2020. \| \| - Championnat de São Paulo (1) : - Champion : 2020. - Copa Libertadores (1) : - Vainqueur : 2020. \| |
| - Championnat du Brésil (1) : - Champion : 2018. - Coupe du Brésil (1) : - Vainqueur : 2020.                                |  | - Championnat de São Paulo (1) : - Champion : 2020. - Copa Libertadores (1) : - Vainqueur : 2020. |

### Récompenses individuelles
- Ballon d'argent brésilien (Bola de Prata) : 2013 et 2018
- Prêmio Craque do Brasileirão : 2018